# Bruno Morais
Bruno Morais (Londrina, Paraná, 1979) é um Cantor, Compositor e Produtor musical brasileiro.

## Carreira
Bruno Morais é cantor, compositor, performer, pesquisador, roteirista e produtor musical. Deu início a sua formação estudando teatro e performance na Escola Municipal de Teatro de Londrina (PR), onde estreou aos 17 anos a premiada peça imersiva Alice Através do Espelho, uma parceria entre a própria EMT e o Armazém Companhia de Teatro, porém logo deu asas àquela que foi sua maior obsessão desde a infância: A música. Enquanto colecionava discos raros e VHS’s de shows, escreveu seus primeiros poemas e cantou em bandas de garagem.
Sua estreia profissional aconteceu em 2005, e desde então lançou 2 álbuns e 4 compactos. Com o tempo seus fonogramas foram conquistando fãs pelo mundo, principalmente por parte da mídia especializada e admiradores de Soul, Bossas, Afro sambas, Arranjos, experimentalismos e afins.
Com seu primeiro álbum/EP, Volume Zero, considerado, pelo artista, um teaser ou um devir, foi selecionado para representar o Brasil no concorrido laboratório de Música, Criação e Tecnologia da Red Bull Music Academy em Seattle, onde iniciou várias parcerias, assim como uma pequena turnê para a divulgação do disco.
Sua voz é autoral, sussurrada e cheia de faíscas, e sua música é miscigenada. Evoca tradições, mas aponta para o futuro, imprime personalidade e traz influências de MPB, soul, samba, funk, hip hop, afrobeat, jazz e R&B. Suas gravações são repletas de convidados e colaboradores ilustres como Leon Ware (Michael Jackson, Marvin Gaye, Quince Jones, Marcos Valle, Minnie Riperton, Ike and Tina Turner etc) Toby Laing (Fat Freddy’s Drop), Juçara Marçal (Metá Metá), Kiko Dinucci (Metá Metá), Marcelo Jeneci, Bixiga 70, Vitamin D (De La Soul, Blackalicious, Gift of Gab, etc), XXXChange (Spank Rock), Kastrup (Elza Soares, Ney Matogrosso) e Lucas Santtana, para citar alguns.
Ao longo de sua trajetória foi destaque em várias publicações nacionais como Folha de S.Paulo, O Globo, O Estado de S. Paulo, Rolling Stone, Trip e Revista Bravo!, e internacionais como Le Monde (França), Les Inrockuptibles (França), The Guardian (Inglaterra), Mojo (Inglaterra), Kultur Spiegel (Alemanha) e Wax Poetics (EUA), muitas vezes apontado como um dos expoentes da nova música produzida no Brasil. Seus trabalhos lhe renderam elogios entusiasmados de artistas e personalidades consagradas como Erasmo Carlos, Nelson Motta, Adrian Younge, Gilles Peterson, entre outros.
Criou alguns projetos especiais como o show Seu Olhar Gentil,  ao lado de Rodrigo Campos  e Romulo Fróes, apresentado no Auditório Ibirapuera; Lulina e Bruno contra o Dragão da Preguiça Dominical, também no Auditório Ibirapuera, e a recriação do álbum Sonhos & Memórias (1941 – 1972) de Erasmo Carlos, com Bixiga 70. Reinterpretou canções obscuras do repertório de Roberto Carlos no espetáculo Viagens: As Curvas da Estrada de Santos, a convite do Sesc Pompéia, com Max de Castro e a Banda Paralela, a temporada teve lotação esgotada.
Gravou e interpretou clássicos do cultuado disco homônimo de Amado Maita de 1972 ao lado de Ed Motta, Tiganá Santana, BNegão e Luísa Maita, no Sesc Pinheiros. Interpretou relíquias inéditas descobertas em discos de 78 RPM da discoteca Oneyda Alvarenga, reveladas na primeira edição do projeto Goma-Laca, dos pesquisadores Ronaldo Evangelista e Biancamaria Binazzi, dividindo o palco com Emicida, Thiago França e Juçara Marçal. Releu o clássico censurado em 1976 Imyra Tayra Ipy, de Taiguara, a convite de Wagner Tiso que trouxe a formação original da gravação incluindo os mestres Novelli, Zé Eduardo Nazário, Toninho Horta e Jacques Morelembaum na banda base, realizado em 2 shows no Sesc Belenzinho.
Como produtor musical atuou também nos álbuns de outros artistas como Táxi Ímã, de Pipo Pegoraro, e A Mulher das Palavras, de Karen Debértolis. Fez assistência de mixagem no primeiro álbum solo do produtor e instrumentista Guilherme Kastrup.
Como intérprete gravou participações nos discos Na Boca dos Outros de Kiko Dinucci, Africanidades do coletivo Goma-Laca com Letieres Leite, Navegante de Kika, Unwritable de Tika e Cristalina de Lulina, entre outros, e mais recentemente em Love and Resistance do norte-americano Bosq.
Sua canção A Vontade foi interpretada pela cantora Luísa Maita em sua primeira grande turnê nacional e internacional e também por Laura Wrona em seus shows no circuito underground de São Paulo. A Vontade também ganhou arranjo vocal do Coral Grupo de MPB da UFPR de Curitiba. Como roteirista trabalhou no documentário investigativo sobre o canto e o legado da icônica cantora brasileira Ângela Maria, no filme A Dona da Voz, transmitido pela TV SESC. Para o filme Bruno realizou entrevistas e audições com as cantoras Elza Soares, Fafá de Belém, Wanderléa, Célia, Simone Mazzer, Blubell, Fabiana Cozza e a atriz Marília Pêra.
Sua canção Há de Ventar, do álbum A Vontade Superstar, ganhou, quase 6 anos após seu lançamento oficial, maior reconhecimento nacional e internacional como parte da trilha da série/telenovela Verdades Secretas, grande sucesso da TV Globo em 2015. A canção teve grande destaque na trama e até hoje é vastamente cantarolada e citada nas redes sociais e plataformas digitais.
Em 2016, Bruno encerrou a programação do emblemático Vento Festival em Ilhabela, como headliner ao lado de nomes como Russo Passapusso, Karina Buhr, Johnny Hooker, Liniker, As Bahias e a Cozinha Mineira e Rico Dalasam.
Em 2017 criou com Fábio Sá (baixo), Marcelo Sanches (guitarras) e Caio Alarcon (áudio e efeitos), a série de shows intimistas A Beleza é um Calor, com participações de Luedji Luna e Zé Manoel. Desde 2018, a convite da jornalista e pesquisadora Mercedes Tristão, vem se apresentando em eventos pontuais como um dos vocalistas da big band Magnólia Orquestra, que ostenta arranjos apoteóticos para clássicos dos anos 40 e 50 num paralelo entre samba-canção e ritmos cubanos.
Paralelamente a esses projetos e pesquisas, desde 2014, Bruno vem trabalhando no Red Bull Studio SP e em outros estúdios em um projeto fonográfico onde pretende convergir toda sua experiência na música, arte e em suas pesquisas até aqui. O projeto conta com a colaboração de mais 50 artistas do mundo todo, tem co-produção de Maurício Fleury e Guilherme Kastrup e previsão de lançamento para 2020.

## Discografia

### Álbuns
- 2005 - Volume Zero
- 2009 - A Vontade Superstar

### Compactos
- 2010 - Estúdio A
- 2011 - Estúdio A.2
- 2012 - Lado A Lado B
- 2013 - Contra a Vontade do Chão